# Chapungu United Football Club
Actualités
Le Chapungu United Football Club est un club zimbabwéen de football basé à Gweru.

## Palmarès
- Coupe du Zimbabwe (1)
  - Vainqueur : 1995
  - Finaliste : 2006

- Trophée de l'Indépendance (1)
  - Vainqueur : 1994
  - Finaliste : 1988 et 1995